# Karol Pniak
Karol Pniak (ur. 26 stycznia 1910 w Jaworznie, zm. 17 października 1980 w Krakowie) – polski lotnik wojskowy, podpułkownik pilot Wojska Polskiego, major (Squadron Leader) Królewskich Sił Powietrznych, kawaler Orderu Virtuti Militari. Pierwszy polski pilot, który uzyskał tytuł asa myśliwskiego w czasie II wojny światowej.

## Życiorys

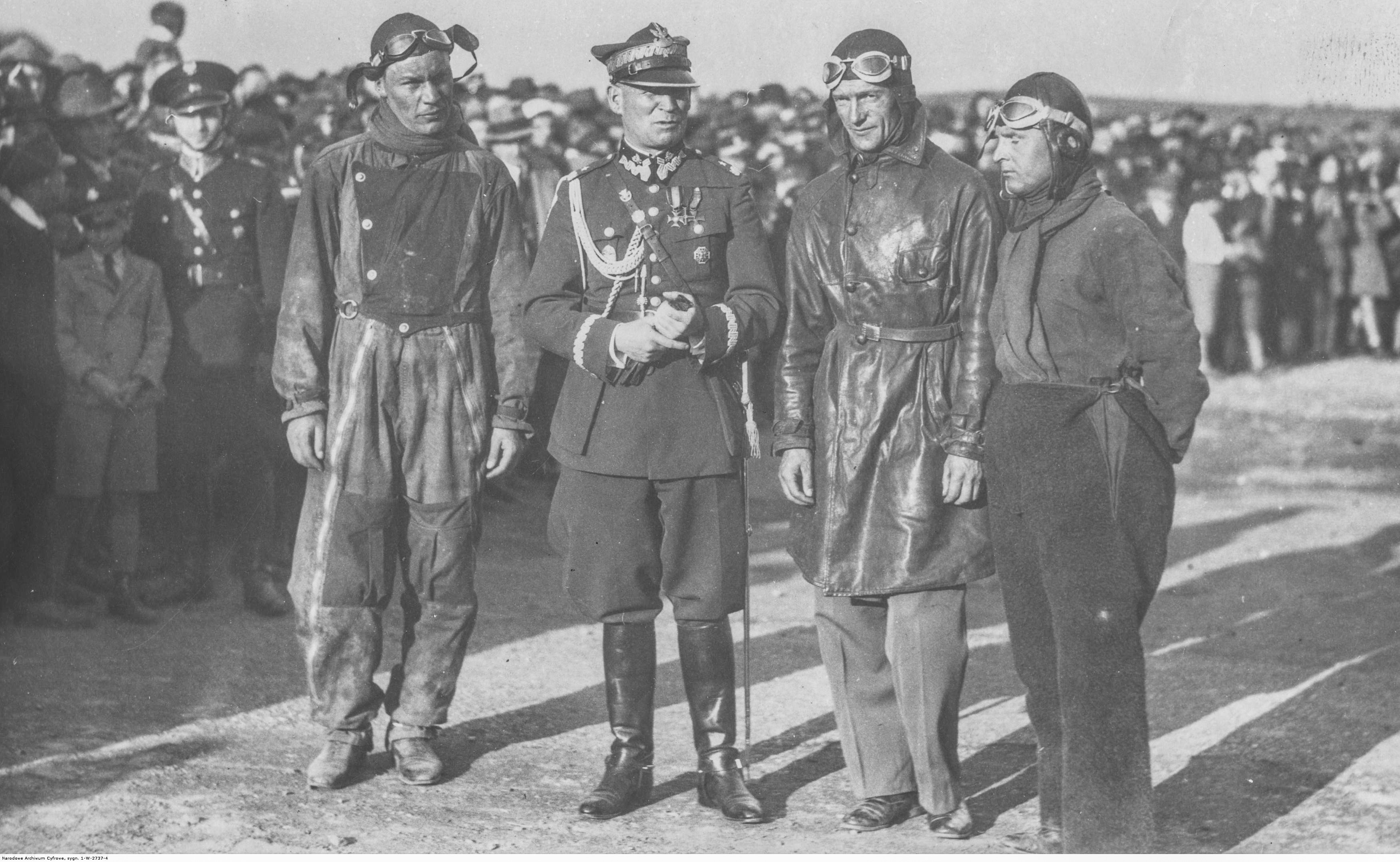
Tydzień Ligi Obrony Powietrznej i Przeciwgazowej w Katowicach. Od lewej: kpr. Karol Pniak, gen. Józef Zając, por. Bronisław Kosiński, kpr. Stanisław Macek (maj 1933 roku)

Był trzecim synem Franciszka i Marii z d. Waluga (miał pięcioro rodzeństwa – siostry Apolonię i Stanisławę oraz braci Stanisława, Józefa i Bolesława). Po ukończeniu szkoły powszechnej w Jaworznie uczył się w Gimnazjum im. Stanisława Staszica w Chrzanowie. Z gimnazjum został relegowany 20 maja 1928 roku. Następnie zdecydował się wstąpić do Wojska Polskiego. Za zgodą rodziców zaciągnął się ochotniczo 23 października 1928 roku; otrzymał przydział do 2. pułku lotniczego.
Uczył się w Szkole Obsługi Samolotów (gdzie uzyskał stopień kaprala), a następnie od 5 maja 1930 roku w Szkole Podoficerów Lotnictwa w Bydgoszczy. Ukończył ją w październiku i został przydzielony do 22. eskadry liniowej. W lipcu 1931 roku został skierowany na kurs pilotażu w Szkole Strzelania i Bombardowania w Grudziądzu. Po ukończeniu szkoleń latał w 122. eskadrze myśliwskiej. W 1932 i 1933 roku zajął pierwsze miejsce w strzelaniu powietrznym w zawodach zorganizowanych w Grudziądzu. W 1935 roku wszedł w skład zespołu myśliwskiego 2. pułku lotniczego, który zdobył I miejsce na mistrzostwach lotnictwa myśliwskiego w Grudziądzu. Jako wyróżniający się pilot został wcielony do zespołu akrobacyjnego tzw. „Trójki Bajana”. W jej składzie wystąpił w Drugim Międzynarodowym Meetingu Lotniczym w Warszawie w 1933 roku. W marcu 1936 roku otrzymał awans na plutonowego.

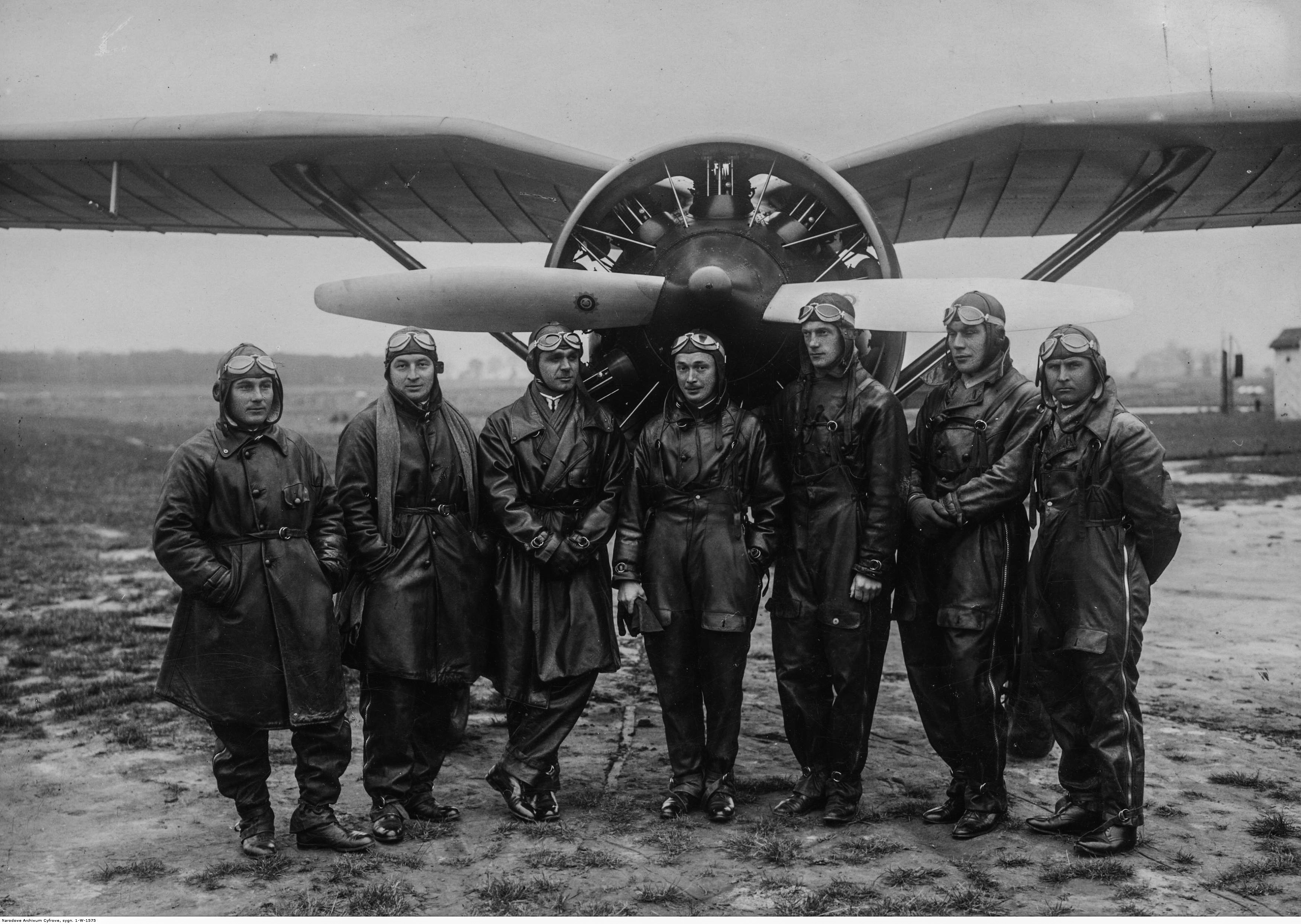
Polscy piloci po powrocie z rajdu lotniczego do Rumunii. Karol Pniak trzeci od prawej (1933 rok)

W 1937 roku rozpoczął naukę w Szkole Podchorążych dla Podoficerów w Bydgoszczy. Tam 13 czerwca 1938 zdał egzamin maturalny, a w sierpniu tego roku został awansowany na sierżanta. Pod koniec 1938, po rozwiązaniu bydgoskiej szkoły, został przeniesiony do Szkoły Podchorążych Lotnictwa w Dęblinie. Szkolenie ukończył 15 czerwca 1939 roku, a cztery dni później został skierowany na staż oficerski w 142. eskadrze myśliwskiej.
Po wybuchu II wojny światowej walczył w składzie 142. eskadry. Podczas kampanii wrześniowej 2 września zestrzelił Dorniera Do 17, dzień później, w zespole ze Stanisławem Skalskim, Zygmuntem Kleinem i Pawłem Zenkerem, zestrzelił samolot rozpoznawczy Henschel Hs 126. Kolejne indywidualne zwycięstwo nad Junkersem Ju 87 odniósł 4 września. 9 września uszkodził swojego PZL P.11c podczas nocnego lądowania na lotnisku polowym w Ostrożcu. Kampanię wrześniową zakończył z potwierdzonymi dwoma zestrzeleniami indywidualnymi. W trakcie wojny obronnej wykonał 32 loty bojowe. 13 września 1939 został mianowany podporucznikiem ze starszeństwem z dnia 1 sierpnia 1939 w korpusie oficerów lotnictwa (XII promocja, 118. lokata).
Po agresji ZSRR na Polskę 18 września ewakuował się przez Rumunię i Syrię do Francji, gdzie dotarł 29 października. W styczniu 1940 roku przypłynął do Wielkiej Brytanii, gdzie zgłosił się do służby w Polskich Siłach Powietrznych, otrzymał numer służbowy RAF 76707. Początkowo trafił do bazy RAF w Eastchurch, następnie do polskiej bazy w Blackpool. 4 lipca został skierowany do 1 School of Army Cooperation w Old Sarum, następne został skierowany na przeszkolenie do 6 Operational Training Unit w Sutton Bridge. 8 sierpnia 1940 roku otrzymał przydział do 32. dywizjonu RAF. W czasie bitwy o Anglię powiększył liczbę zniszczonych maszyn wroga – 12 i 15 sierpnia po jednym Messerschmitcie Bf 109, 18 sierpnia kolejne dwa Bf 109. Dzięki tym zwycięstwom został pierwszym polskim pilotem, który zdobył tytuł asa myśliwskiego.
24 sierpnia 1940 roku zgłosił prawdopodobne zestrzelenie Bf 109. Tego samego dnia, lecąc na samolocie Hawker Hurricane (nr V6572), został zestrzelony. Samolot rozbił się w Rhodes Minnis, niedaleko Lyminge, a pilot wyskoczył na spadochronie. Został ranny i przebywał w szpitalu do 16 września 1940 roku. Powrócił do walk w ramach 257. dywizjonu RAF i 11 listopada 1940 roku zestrzelił 1 i ½ samolotu Fiat BR.20. W czasie bitwy o Anglię wykonał 62 loty bojowe.
23 listopada 1940 roku został przeniesiony do dywizjonu 306. 1 lutego został odznaczony Krzyżem Srebrnym Virtuti Militari numer 8995, 1 kwietnia nadano mu Krzyż Walecznych. 23 lipca 1941 roku jego samolot został zestrzelony, a on ranny ratował się skokiem ze spadochronem. Został skierowany na leczenie, z którego powrócił do jednostki w październiku. Po odbyciu tury lotów bojowych został 18 listopada skierowany na odpoczynek; pełnił obowiązki instruktora w Air Fighting Development Unit w Duxford. W styczniu 1942 powrócił do latania bojowego w dywizjonie 306. Pełnił też funkcję kontrolera lotów w naziemnym stanowisku dowodzenia na lotnisku Northolt – w związku z ta pracą 31 maja odbył kurs kontrolerów w Stanmore. 1 czerwca został odznaczony brytyjskim Distinguished Flying Cross.
Po przerwie operacyjnej 1 grudnia 1942 roku został dowódcą eskadry w dywizjonie 306. 13 lutego 1943 roku został zakwalifikowany do Polskiego Zespołu Myśliwskiego (Polish Fighting Team, zwanego również „Cyrkiem Skalskiego”), gdzie walczył od 13 marca do 12 maja. 1 marca otrzymał awans na polski stopień kapitana, a w połowie marca na brytyjski stopień Flight Lieutenanta. Po powrocie z Afryki 22 lipca 1943 roku został skierowany do 3. Polskiego Skrzydła Myśliwskiego w Perranporth, a następnie trafił na stanowisko instruktora w 58. Operational Training Unit w Grangemouth. 23 listopada powrócił na stanowisko kontrolera naziemnego w Northolt, od 12 marca 1944 służył jako szef wyszkolenia myśliwskiego w 61. Operational Training Unit w Rednal. 25 września został przydzielony do dowództwa 84 Group Support Unit. 6 listopada otrzymał przydział do dywizjonu 308. 17 listopada 1944 roku objął dowództwo nad dywizjonem 308, którym dowodził do 30 czerwca 1945 roku. 16 listopada 1945 roku został przeniesiony do dowództwa 1. Polskiego Skrzydła Myśliwskiego, wykonywał też loty jako pilot rozprowadzający. 16 sierpnia 1946 roku objął po raz kolejny dowództwo nad dywizjonem 308 i dowodził nim do jego rozwiązania 18 grudnia 1946. W RAF nosił przydomek „Koniak” (ang. Cognac). Podczas służby w Polskich Siłach Powietrznych wykonał 212 lotów bojowych w czasie 281 godzin i 30 minut.

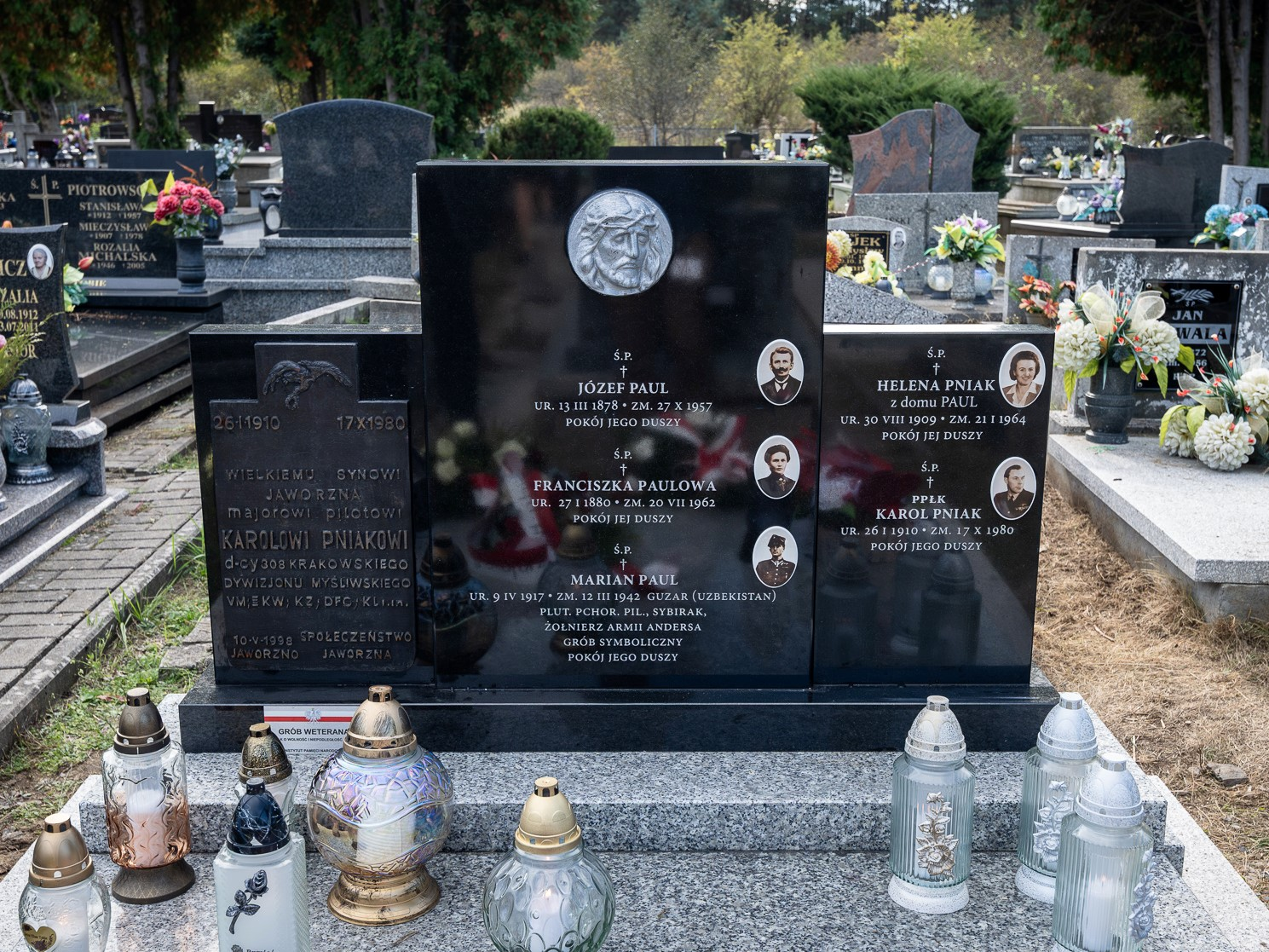
Grób Karola Pniaka po renowacji

Udało mu się sprowadzić do Wielkiej Brytanii żonę, ale po kilku miesiącach zdecydował się na powrót do Polski. W grudniu 1946 roku został zdemobilizowany i wrócił do kraju 24 lutego 1947 roku. Zamieszkał w rodzinnym Jaworznie. Znalazł zatrudnienie w Powszechnej Spółdzielni w Szczakowej, gdzie pracował przez 3,5 roku. Następnie zatrudnił się w Jaworznickim Przemysłowym Zjednoczeniu Budowlanym jako starszy mechanik. 26 września 1952 roku został usunięty z pracy. Do 1956 roku był nękany przez komunistyczną bezpiekę. Otoczono go agenturą, która miała zbierać materiały obciążające i służące do oskarżenia o działalność dywersyjno-sabotażową, w związku z jego zażyłymi kontaktami z brytyjskim konsulem Georgiem Scottem. Za sprawą tzw. „wilczego biletu” nie mógł znaleźć stałej pracy. Utrzymywał rodzinę z dorywczych prac budowlanych. Nękany, napisał w październiku 1952 roku list do Bieruta, by zaprzestano uciążliwych wezwań, śledzenia oraz szykan przy próbach podjęcia jakiejkolwiek pracy – bez rezultatu. Sprawę zakończono dopiero po przemianach październikowych 22 listopada 1956 roku z powodu „nie uzyskania żadnych poważniejszych materiałów, zaczepień, które by pozwalały na dalsze prowadzenie sprawy”. W 1956 roku został zatrudniony w Krakowie w przedsiębiorstwie budowlanym, jednak w 1959 roku został skierowany na rentę z uwagi na przebytą gruźlicę. Zmarł 17 października 1980 roku, pochowany został w grobie rodzinnym na cmentarzu parafialnym w Szczakowej. Grób został poddany renowacji i wpisany do ewidencji grobów weteranów walk o wolność i niepodległość Polski prowadzonej przez IPN. 8 października 2024 roku nastąpiło jego odsłonięcie.
Pośmiertnie, decyzją Ministra Obrony Narodowej z dnia 20 października 2020 roku, został mianowany na stopień podpułkownika.

## Życie prywatne

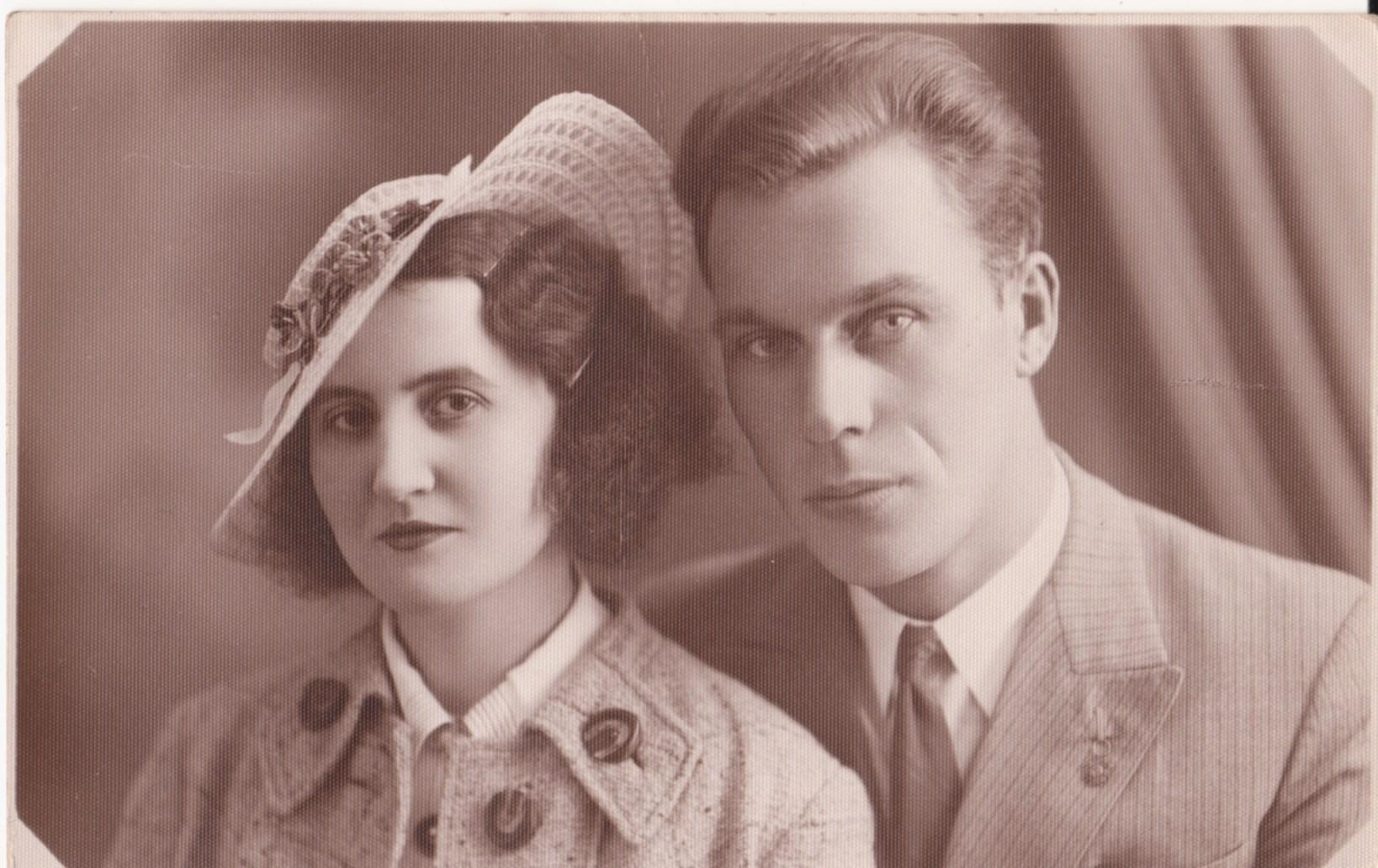
Karol Pniak z żoną Heleną (1936)

W 1936 roku poślubił Helenę Paul. Jako podoficer nie dysponujący pensją zapewniającą godny byt rodzinie zrobił to w tajemnicy przed swoimi przełożonymi. Rodzina była dofinansowywana przez teścia Karola Pniaka. Fakt zawarcia związku małżeńskiego Pniak ujawnił przed swoim dowództwem w dniu wybuchu II wojny światowej. W 1950 roku urodził się z tego związku syn Karol. Helena Pniak zmarła w 1964 roku.

## Zestrzelenia

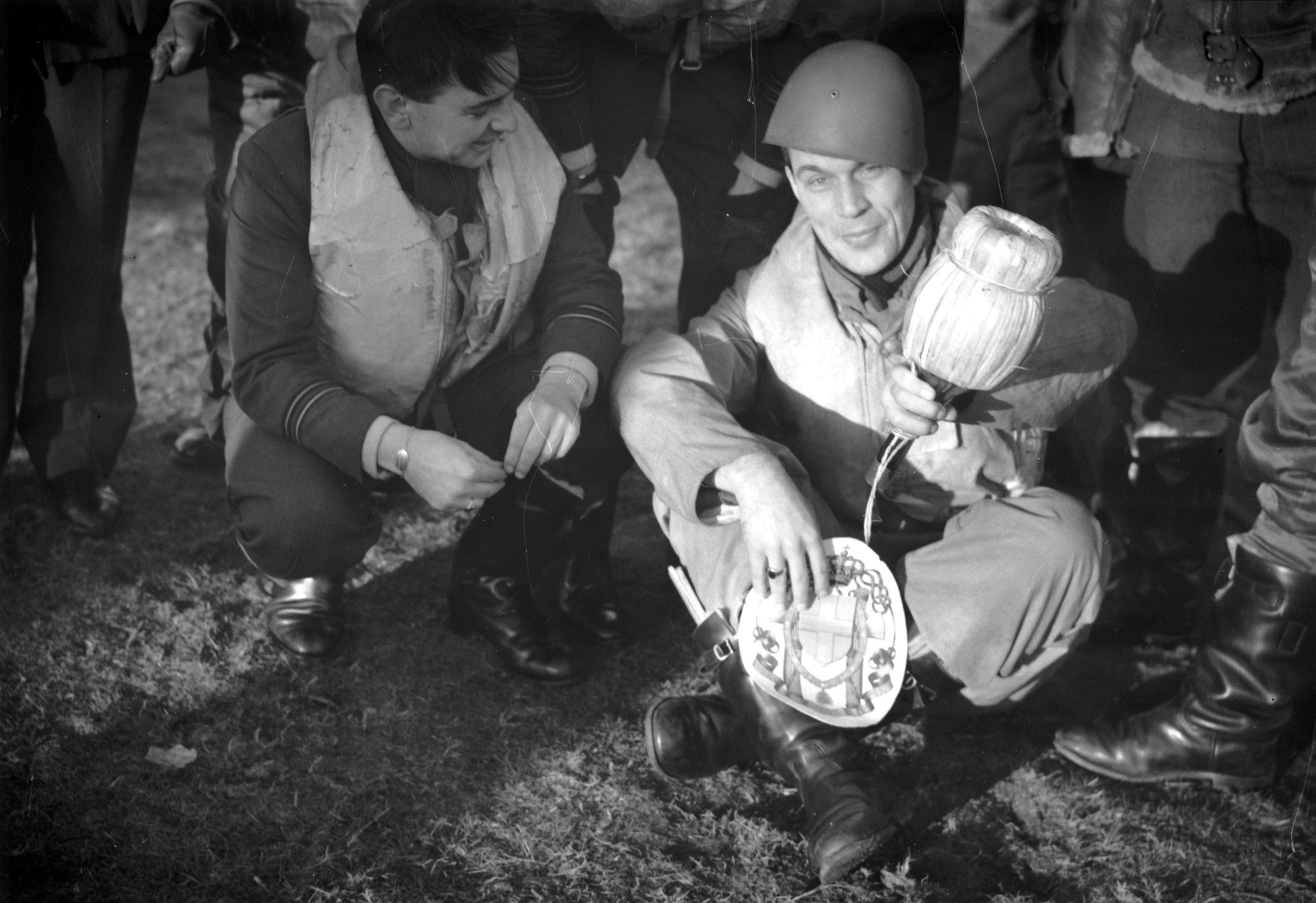
Karol Pniak z trofeami z zestrzelonego włoskiego bombowca Fiat BR.20M (1940 rok)

Na liście „Bajana” sklasyfikowany na 26. pozycji, z 6 i ¾ zestrzeleniami pewnymi, 2 prawdopodobnymi oraz 2 i 5/6 uszkodzeniami.
Zestrzelenia pewne
- 2 września 1939 – Do 17 z II./KG 3 (lub Messerschmitt Bf 110 z I./ZG 1)
- 3 września 1939 – ¼ Hs 126 (wspólnie z Klein, Skalski i Zenker)[50]
- 4 września 1939 – Bf 110 z I./ZG 1 (nieuznane lub uznane jako jednosilnikowy Junkers Ju 87)
- 12 sierpnia 1940 – Bf 109E
- 15 sierpnia 1940 – Bf 109E
- 18 sierpnia 1940 – Bf 109E
- 18 sierpnia 1940 – Bf 109E
- 11 listopada 1940 – 1 i ½ Fiat BR.20M[51]

Zestrzelenia prawdopodobne
- 15 sierpnia 1940 – Bf 109
- 24 sierpnia 1940 – Bf 109E

Uszkodzenia
- 4 września 1939 – ⅓ Do 17 (razem z kpt. M. Leśniewskim i ppor. S. Skalskim)
- 15 sierpnia 1940 – Bf 109
- 22 sierpnia 1940 – ½ Do 215.

## Ordery i odznaczenia
Za swą służbę został odznaczony:
- Krzyż Srebrny Orderu Virtuti Militari (nr 8995 – 14/40) – 1 lutego 1941 roku
- Krzyż Walecznych (czterokrotnie) – 1 kwietnia 1941 roku, 20 grudnia 1943 roku (drugie i trzecie nadanie), 8 marca 1946 roku
- Polowa Odznaka Pilota
- Medal Zwycięstwa i Wolności 1945
- Krzyż Kampanii Wrześniowej
- Medal „Za udział w wojnie obronnej 1939”
- Brązowy Krzyż Zasługi
- Krzyż Lotnika (Holandia)
- Distinguished Flying Cross (Wielka Brytania)
- Gwiazda za Wojnę 1939–1945 z klamrą Battle of Britain
- Gwiazda Lotniczych Załóg w Europie z klamrą France and Germany
- Gwiazda Afryki z klamrą North Africa 1942-43
- Medal Obrony
- Medal Wojny 1939–1945
- Krzyż Kombatanta
- Médaille de la reconnaissance de la France libérée

## Upamiętnienie
W rodzinnym Jaworznie w 2020 roku jego imieniem nazwano rondo położone w Pieczyskach na skrzyżowaniu ulicy Płetwonurków z Jana III Sobieskiego. W 2011 roku został upamiętniony w filmie pt. „Kosa, opowieść o pilocie Karolu Pniaku”, który jest dostępny na platformie VOD TVP. 11 września 2023 roku grób Karola Pniaka został upamiętniony tabliczką „Grób Weterana Walk o Wolność i Niepodległość Polski”.